# Pandiaka
Pandiaka is een geslacht uit de amarantenfamilie (Amaranthaceae). De soorten komen voor van tropisch Afrika tot in Namibië.

## Soorten
- Pandiaka angustifolia (Vahl) Hepper
- Pandiaka carsonii (Baker) C.B.Clarke
- Pandiaka confusa C.C.Towns.
- Pandiaka elegantissima (Schinz) Dandy
- Pandiaka involucrata (Moq.) B.D.Jacks.
- Pandiaka metallorum P.A.Duvign. & Van Bockstal
- Pandiaka porphyrargyrea Suess. & Overkott
- Pandiaka ramulosa Hiern
- Pandiaka richardsiae Suess.
- Pandiaka rubrolutea (Lopr.) C.C.Towns.
- Pandiaka schinzii (Standl.) ined.
- Pandiaka trichinioides Suess.
- Pandiaka welwitschii (Schinz) Hiern

... · 
Achyranthes · 
Aerva ·
Alternanthera ·
Amaranthus (Amarant) · 
Atriplex (Melde) · 
Axyris · 
Bassia (Zoutkruid) · 
Beta (Biet) · 
Blitum (Spiesganzenvoet) · 
Celosia · 
Chenopodium (Ganzenvoet) · 
Corispermum (Vlieszaad) · 
Dysphania · 
Halimione (Zoutmelde) · 
Halocnemum · 
Halothamnus · 
Haloxylon · 
Kochia · 
Krascheninnikovia · 
Polycnemum (Knarkruid) · 
Patellifolia · 
Ptilotus · 
Pupalia ·
Salicornia (Zeekraal) · 
Salsola (Loogkruid) · 
Spinacia · 
Suaeda · 
Traganum · 
...